# Сръбски орел
Сръбският орел е двуглав орел, често срещан символ в историята на сръбската хералдика и вексилология. Двуглавият орел и сръбският кръст са основните хералдически символи, които представят националната идентичност на сръбския народ през вековете.  Произхожда от средновековната династия Неманичи. 
Орденът на Белия орел е кралски орден, награждаващ сръбски и югославски граждани за постижения в областта на мира или за специални заслуги към короната, държавата и нацията между 1883 и 1945 г.

## история

### Средновековие
Двуглавият орел е приет в средновековна Сърбия от еструканската култура.
Най-старият запазен двуглав орел от династия Неманичи в исторически източници е изобразен на ктеторския портрет на Мирослав от Хум в църквата „Св. Петър и Павел“ в Биело поле. 
От XIV век, двуглавият орел може да бъде видян все по-често върху надписи, средновековни стенописи и бродерии върху дрехите на сръбските кралски особи.  Оцелелият златен пръстен на царица Теодора (1321 – 22) има гравиран символ.  По време на управлението на император Стефан Душан (r. 1331 – 55), двуглавият орел може да бъде видян на всекидневни предмети и документи, свързани с държавата, като восъчни печати и укази.  През 1339 г. картографът Анджелино Дюлчерт маркира Сръбската империя на картата си с знаме с червен двуглав орел. 
Двуглавият орел е официално осиновен от Стефан Лазаревич, след като през август 1402 г. при двора в Константинопол той получава титлата на деспота, втората най-висока византийска титла, от Йоан VII Палеологос.

### Ранен модерен период
Двуглавият орел е използван в няколко герба, намерени в Илирийските въоръжения, съставени в ранния модерен период. Белият двуглав орел на червен щит е използван за династията Неманджич и деспотът Стефан Лазаревич.

### Модерен и съвременен период
След османското нашествие и последвалата окупация, продължила до началото на 19 век, двуглавият орел е забранен да се използва, тъй като е символ на сръбската държавност.
Сръбската революция обаче възкрасява традицията на белия двуглав орел и той отново се превръща в символ на Сърбия след независимостта от Османската империя.

## Галерия
- Герб на Мирослав от Хум (г. 1198) [5]
- Орланът на Стефан Първороден при Милешева (1230 г.)
- Детайл от стенопис от Дева Мария от Левиш (1306 – 07)
- Детайл на картата, показващ сръбското знаме, Анджелино Дулсерт (1339)
- Детайли на стенопис Деспот Стефан Лазаревич, Манасия (1406 – 1418 г.)
- Знаме и герб на Сръбската империя Габриел де Валсека (1439 г.).
- Стенопис на Деспот Стефан Лазаревич, Манасия (1406 – 1418 г.)
- Печатът на деспот Стефан, пруско издание Хроника на Констанския съвет (средата на XV век)
- Печатът на Деспот Стефан, по-късно изд. Хроника на Констанцкия съвет (1483 г.)
- Печатът на деспот Стефан (между 1486 – 1492 г.)
- Сръбски деспотат, от Върджил Солис (1555)
- Сръбски деспотат, от Кристоф Силберисен (1576)
- Печатът на деспот Стефан, от Мартин Шрот (ок. 1580 г.)
- Герб на династия Неманичи, Армиал Коренич-Неорич (1595 г.)
- Сръбски деспотат, в германско въоръжение, ок. 1600
- Герб на династия Неманичи, Армиал II на Белград (началото на 17 век)
- Герб на династия Неманичи, Армиал Фойница (17 век)
- Герб на династия Неманичич, от Станислав Рубчич (около 1700 г.)
- Расия (Сърбия), Стемматография (1741 г.)
- Герб на династията на Nemanjić, Стемматография (1741)
- 1804 печат
- Герб от династията Караджорджевич
- Кралство Сърбия (1882 – 1918)
- Регалиите на цар Петър I, създадени през 1904 г
- Орден на Белия орел (снимка на екземпляр от 1915 – 18 г.)
- Герб на Кралство Югославия (1918 – 1941)
- Герб на сръбското марионетно правителство за национално спасение (1941 – 44)
- Герб на Република Сръбска (1992 – 2006)
- Федерална република Югославия (1992 – 2003) и Сърбия и Черна гора (2003 – 2006)
- Герб на Сърбия (2004 – 2010)
- Герб на Сърбия (2010 г.)

- Герб на Белград
- Герб на Ниш
- Бивш герб на Ниш
- Герб на Ужице
- Герб на Преполе
- Герб на Мионика
- Герб на Куршумлия
- Герб на Савски Венак
- Герб на Стари Град, Белград
- Герб на Валево
- Герб на Велика Плана
- Герб на Чаджетина
- Знаме на Лесковац
- Герб на Сурдулика
- Знаме на Деспотовац
- Герб на Дервента